# Binowo (jezioro)
Binowo (niem. Bynob See) – jezioro rynnowe w Polsce, położone w województwie zachodniopomorskim, w powiecie drawskim, w gminie Drawsko Pomorskie.
Akwen leży na Równinie Drawskiej, w pobliżu jeziora Wielkie Dębno i Dębno Małe, około 1500 metrów na południe od miejscowości Żołędowo.